# Єгоров Анатолій Михайлович
Анато́лій Миха́йлович Єго́ров (30 вересня 1922, Предгорне Предгорненського району — тепер Глибоківського району Східноказахстанської області Казахстан — 1991) — український архітектор.

## Життєпис
1948 року закінчив Харківський інженерно-будівельний інститут.
Лауреат Шевченківської премії 1973 року — разом з В. Мухіним, В. Федченком, І. Овчаренком, І. Чумаком, Г. Головченком, І. Міньком — за монумент «Україна — визволителям» у Міловому Луганської області.
Також у співавторстві проводив забудову Луганська — 1950—1970-і роки, села Городища в Луганській області, планував клуб у Кадіївці, 1952—1953, забудову центральної площі в Перевальському — 1954—1955. Нагороджений орденом «Знак Пошани».